# Ulrich Bahnsen
Ulrich Bahnsen (* 1959) ist ein deutscher Wissenschaftsjournalist.

## Leben
Ulrich Bahnsen hat Biologie mit Schwerpunkt Molekularbiologie studiert und promovierte am Hamburger Uniklinikum in Neurogenetik. Seit 2001 ist er Redakteur im Ressort Wissen der ZEIT. Seine Themen sind Genetik, Altersforschung, Evolution und Medizin.

## Preise und Auszeichnungen
- Best Cancer Reporter Award (2008)[3]
- Medienpreis Deutsche Gesellschaft für Neurologie (2016 und 2022)[3][4]
- Medienpreis Deutsche Gesellschaft für Innere Medizin (2022).[3]

## Publikationen (Auswahl)
- Das Leben lesen. Was das Blut über unsere Zukunft verrät, Droemer HC, München 2017, ISBN 978-3426277119.
- Das Uhrwerk des Lebens, Lübbe Quadriga, Köln 2023, ISBN 978-3869951362.
- mit Edda Grabar: Das Ende aller Leiden, Matthes & Seitz, Berlin 2022, ISBN 978-3-7518-2041-7.